# فضای داخلی خانه نخل در پفاونینزل در نزدیکی پوتسدام
فضای داخلی خانهٔ نخل در پفاونینزل در نزدیکی پوتسدام (به آلمانی: Das Innere des Palmenhauses auf der Pfaueninsel bei Potsdam) که به‌طور مختصر به فضای داخلی خانهٔ نخل  یا خانهٔ نخل کوتاه می‌شود، عنوان سه نقاشی رنگ روغن، اثر کارل بلاچن است. نقاش زنان حرمسرا را در خانه نخل (که در سال ۱۸۸۰ میلادی بر اثر آتش‌سوزی ویران شد) در استراحت‌گاه سلطنتی پفاونینزل را نشان می‌دهند. اگرچه زاویه دید و ترکیب نقاشی‌ها متفاوت است.

## نگارخانه

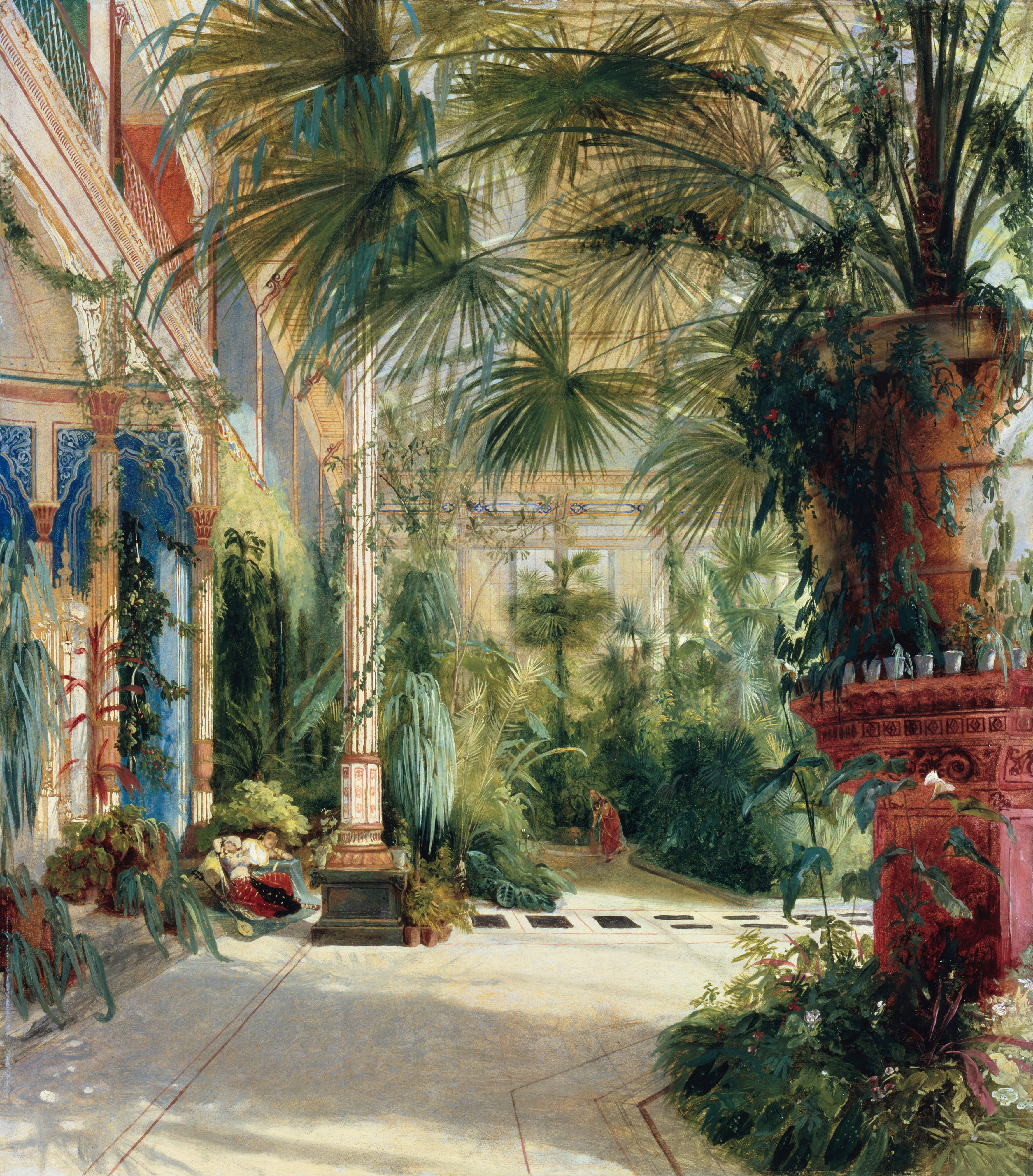
فضای داخلی خانه نخل۱۸۳۲ م.نگارخانه ملی کهن
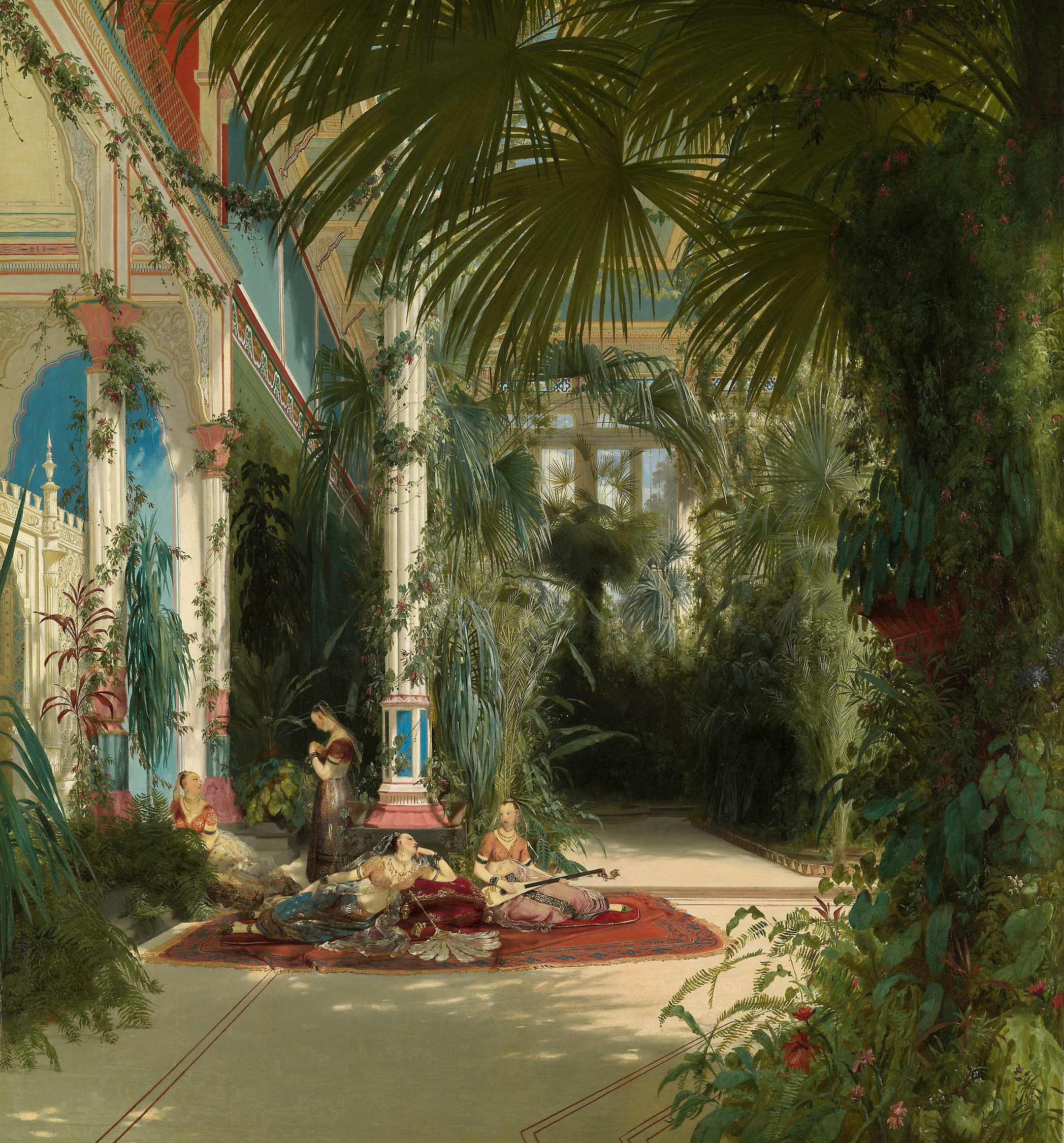
خانهٔ نخل۱۸۳۴ م.مؤسسه هنر شیکاگو
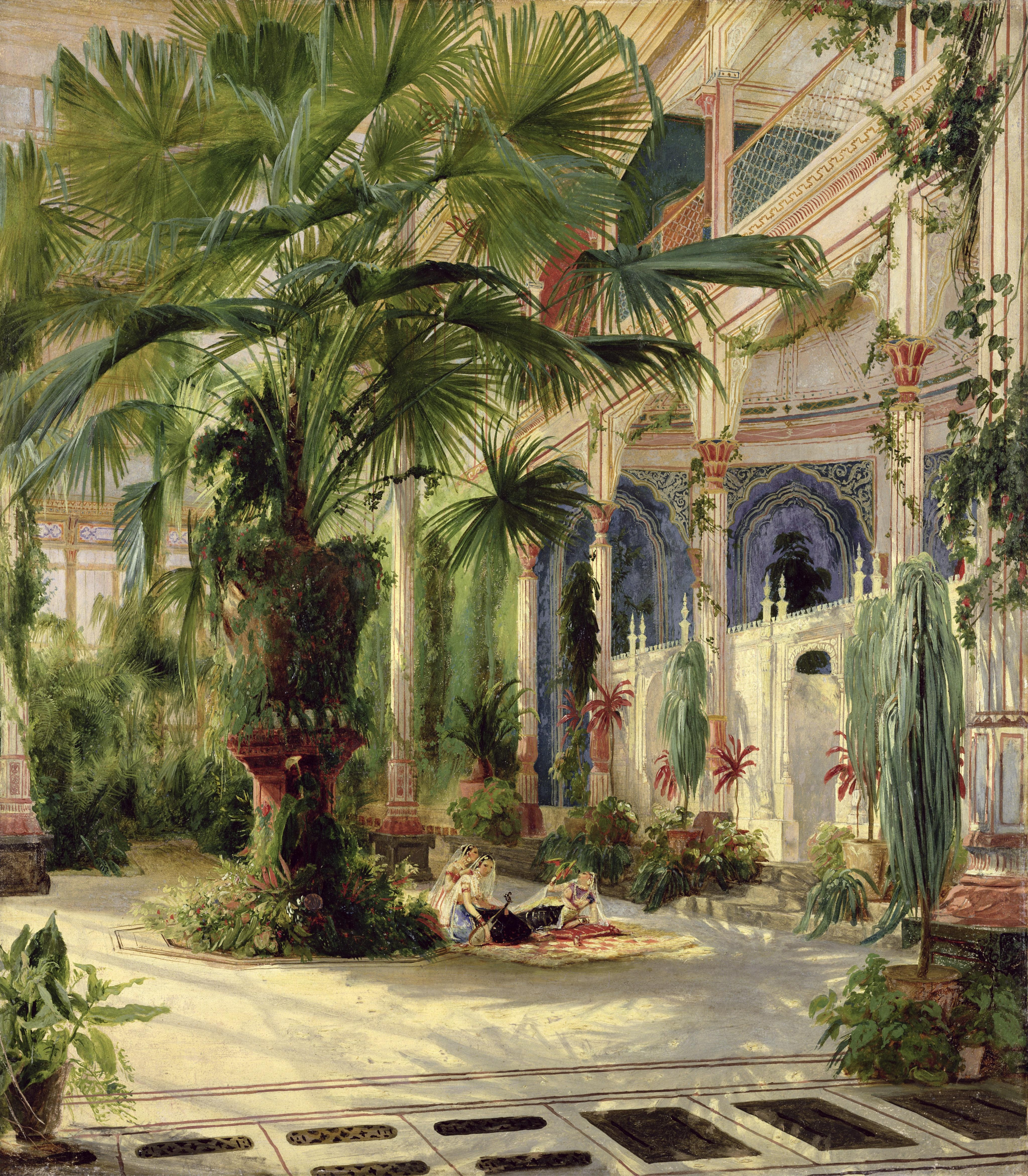
فضای داخلی خانه نخل در پفاونینزل در نزدیکی پوتسدام بین ۱۸۳۲ و ۱۸۳۴ م. هامبورگه کونستاله